# Marion Hartmann
Marion Hartmann (* 1947) ist eine deutsche Synchronsprecherin.

## Leben und Wirken
Sie sprach bisher über 1100 Rollen. Hauptsächlich lieh sie Nebencharakteren ihre Stimme. Mehrere Einsätze hatte sie als Sprecherin von Fiona Shaw, Swoosie Kurtz, Lin Shaye, Mona Marshall, Miriam Flynn und Randee Heller. In Winnetou und das Halbblut Apanatschi synchronisierte sie Uschi Glas in ihrer ersten Hauptrolle, da deren bayerischer Akzent nicht zu ihrer Rolle als indianisches „Halbblut“ passte.

## Sprechrollen (Auswahl)
Fiona Shaw
- 2001: Harry Potter und der Stein der Weisen als Tante Petunia Dursley
- 2002: Harry Potter und die Kammer des Schreckens als Tante Petunia Dursley
- 2004: Harry Potter und der Gefangene von Askaban als Tante Petunia Dursley
- 2007: Harry Potter und der Orden des Phönix als Tante Petunia Dursley

Swoosie Kurtz
- 1986: American Wildcats als Verna McGrath
- 1990: Stanley & Iris als Sharon
- 2005: Category 7 – Das Ende der Welt als Penny Hall

Lin Shaye
- 1994: Freddy’s New Nightmare als Krankenschwester
- 2010: Insidious als Elise Rainier
- 2013: Insidious: Chapter 2 als Elise Rainier

Randee Heller
- 2005: Für alle Fälle Amy als Ms. Pankow
- 2010: Hawthorne als Shirley Riddle
- 2013: Prime Suspect als Mrs. Minoff

Miriam Flynn
- 2010: Meine Schwester Charlie als Jane
- 2011: Zeke und Luther als Mrs. Smorlov
- 2012: Suburgatory als Helen

Anne Lockhart
- 1985: Buck Rogers als Jennifer
- 1988: T. J. Hooker als Ellen Butler

Terry Snell
- 1990: Kevin – Allein zu Haus als Tante Leslie McCallister
- 1992: Kevin – Allein in New York als Tante Leslie McCallister

Masami Toyoshima
- 1999: Pokémon 2 – Die Macht des Einzelnen als Delia Ketchum
- 2000: Pokémon 3 – Im Bann der Icognito als Delia Ketchum

Karen Austin
- 2008: Battlestar Galactica als Lilly
- 2011: Caprica als Ruth

### Filme
- 1963: Veronica Cartwright in Die Vögel als Cathy Brenner
- 1966: Uschi Glas in Winnetou und das Halbblut Apanatschi als Apanatschi
- 1973: Patricia Mattick in Columbo: Lösegeld für einen Toten als Margaret Williams
- 1985: Adrienne Barbeau als Lynn Chandler in Der Schrecken der London Bridge
- 1989: Darlene Love in Brennpunkt L.A. als Trish Murtaugh
- 1991: Katerina Frybova in Prinzessin Fantaghirò als Königin
- 2001: Beth Grant in Donnie Darko als Kitty Farmer
- 2002: Andrea Miltner in Blade II als Blutbank–Schwester
- 2002: Mami Koyama in Pokémon 4 – Die zeitlose Begegnung als Towa
- 2004: Liliana Mumy in Das wandelnde Schloss als Bettsy
- 2005: Amy Hohn in Hitch – Der Date Doktor als Marla, Speeddater Nr. 8
- 2009–2014: Zoë Wanamaker in Agatha Christie’s Poirot als Ariadne Oliver
- 2017: Roberta Taylor in The Foreigner als Mrs. Taylor

### Serien
- 1972: Lesley Ann Warren in Kobra, übernehmen Sie als Dana
- 1972: Rhae Andrece in Raumschiff Enterprise als Alice 322
- 1977: Taeko Nakanishi in Heidi als Tante Dete
- 1984–1985: Tao Tao – Tiergeschichten aus aller Welt als Kikis Mutter
- 1985: Jamie Lee Curtis in Buck Rogers als Jan Burton
- 1992: CCH Pounder in Zurück in die Vergangenheit als Mama Harper
- 1999: Rikako Aikawa in Pokémon als Arnolds Mutter
- 1999–2002: Thea White in Courage der feige Hund als Muriel Bagge
- 2005–2006: Gantz als Alte Frau
- 2006: Christina Romero in Star Trek: Enterprise als Susan Khouri
- 2008: Caroline Lagerfelt in How I Met Your Mother als Brautladenlady
- 2010–2012: Vickie Eng in Drop Dead Diva als Richterin Rita Mayson
- 2011: Mona Marshall in South Park als Oma Marsh

## Hörspiele
- 1961: Jan Rys: Verhöre (Anna Pam) – Regie: Fritz Schröder-Jahn (Hörspiel – NDR)